# Угольница (приток Подлесной)
Угольница — река в России, протекает в Междуреченском районе Вологодской области. Устье реки находится в 2 км по правому берегу реки Подлесная. Длина реки составляет 10 км.
Исток Угольницы находится у покинутого населённого пункта Широлобово (Сельское поселение Сухонское) в 14 км к юго-востоку от районного центра — села Шуйское. Течёт на север по заболоченному ненаселённому лесу. Впадает в Подлесную двумя километрами выше впадения самой Подлесной в Шую.

## Данные водного реестра
По данным государственного водного реестра России относится к Двинско-Печорскому бассейновому округу, водохозяйственный участок реки — Северная Двина от начала реки до впадения реки Вычегда, без рек Юг и Сухона (от истока до Кубенского гидроузла), речной подбассейн реки — Сухона. Речной бассейн реки — Северная Двина.
Код объекта в государственном водном реестре — 03020100312103000007353.